# Trenčín
Trenčín ([ˈtrɛntʃiːn]ⓘ en alemán: Trentschin; pronunciado en español, Trenchín) es una ciudad situada al noroeste de Eslovaquia. Tenía una población estimada, a inicios de 2022, de 54 458 habitantes.
Está ubicada en el valle del río Váh y es la capital de la región homónima.
Perteneció a Hungría desde 1011 hasta 1918. En la Edad Media fue residencia del magnate húngaro Matyás Csák y posteriormente de la legendaria condesa Erzsébet Báthory.
En la ciudad está ubicado el castillo de Trenčín, el tercer castillo más grande de Eslovaquia.

## Demografía
| Año        | 1994   | 2004    | 2014    | 2024    |
| ---------- | ------ | ------- | ------- | ------- |
| Población  | 58 347 | 56 850  | 55 857  | 54 130  |
| Diferencia |        | −2,56 % | −1,74 % | −3,09 % |

| Año        | 2023   | 2024    |
| ---------- | ------ | ------- |
| Población  | 54 065 | 54 130  |
| Diferencia |        | +0,12 % |

Según el censo de 2011, en ese momento Trenčín contaba con una población de 55 832 habitantes, de los cuales el 95 % eran de nacionalidad eslovaca.